# Liste der Einträge im National Register of Historic Places im Allen Parish

Lage des Allen Parish in Louisiana

Die Liste der Registered Historic Places im Allen Parish in Louisiana führt alle Bauwerke und historischen Stätten im Allen Parish auf, die in das National Register of Historic Places aufgenommen wurden.

## Aktuelle Einträge
| [ 2 ] | Name                                    | Bild                        | Eintragsdatum        | Lage                                                   | Ort       | Beschreibung |
| ----- | --------------------------------------- | --------------------------- | -------------------- | ------------------------------------------------------ | --------- | ------------ |
| 1     | Allen Parish Courthouse                 | Allen Parish Courthouse     | 1981 ID-Nr. 81000287 | 5th Street 30° 37′ 13″ N, 92° 46′ 4″ W                 | Oberlin   |              |
| 2     | Elizabeth Hospital Building             | Elizabeth Hospital Building | 1985 ID-Nr. 85000092 | Mimosa Drive 30° 51′ 53″ N, 92° 47′ 43″ W              | Elizabeth |              |
| 3     | Genius Brothers Building                |                             | 1990 ID-Nr. 90000909 | 8th Street Ecke 4th Avenue 30° 29′ 14″ N, 92° 51′ 1″ W | Kinder    |              |
| 4     | St. Paul Baptist Church-Morehead School |                             | 2005 ID-Nr. 05000686 | 772 Hickory Flats Road 30° 33′ 3″ N, 92° 49′ 27″ W     | Kinder    |              |